# Natami Dorsa
I Natami Dorsa sono una struttura geologica della superficie di Venere.